# Orculella exaggerata
Orculella exaggerata is een slakkensoort uit de familie van de Orculidae. De soort is endemisch op de eilanden Kasos, Karpathos en Saria in Griekenland.
Orculella exaggerata werd voor het eerst wetenschappelijk beschreven als Pupa exaggerata in 1936 door Fuchs & Käufel.